# Сакирабиа
Сакирабиа (Mekém, Mekens, Sakirabiá, Sakirabiák, Sakirabiáp, Sakirabiát, Sakirap, Sakiriabar, Sakurabiat) — почти исчезнувший язык тупарийской языковой семьи тупи, на котором говорят около реки Мекенс муниципалитетов Колораду-ду-Уэсти и Сережейрас штата Рондония в Бразилии. У народа низкая жизнеспособность, население старше 20 лет.